# الإنترنت في فلسطين
شبكة الإنترنت في الضفة الغربية وقطاع غزة تدار اليوم من قبل القطاع الخاص ومؤسسات السلطة الفلسطينية في الضفة الغربية وقطاع غزة، وترتبط البنية التحتية للإنترنت في الضفة الغربية وقطاع غزة بشكل مباشر بالبنية التحتية الإسرائيلية التي تظل تسيطر على الوصول إلى الكابلات البحرية وترتبط ارتباطا وثيقا بسوق تزويد الإنترنت في فلسطين، وعمليا تحتكر مجموعة الإتصالات الفلسطينية الحصة الأكبر من حجم تزويد الإنترنت في الأرض الفلسطينية المحتلة اليوم. في عام 2019، على مستوى العالم، لفلسطين الترتيب 169 في سرعة الإنترنت على النطاق العريض بين 207 منطقة، في تراجع ب15 درجة عن عام 2018، بينما تشغل الترتيب 42 لمعدل سعر الخدمة شهريا بمعدل حوالي 32 دولارا أمريكيا (بغض النظر عن السرعة).

## تاريخ
حتى تسلم السلطة الفلسطينية لإدارة المدن في الضفة الغربية وقطاع غزة بدءا من عام 1994، كانت إسرائيل تدير الأراضي الفلسطينية المحتلة من حيث البنية التحتية للإتصالات الهاتفية عبر شركة «بيزك»، وكان الإتصال بالإنترنت يتطلب الوصول عبر المزودين الإسرائيليين أو الإتصال المباشر دوليا إلى مزودي عبر خدمة "dial up".
في عام 1995، أنشئت أول شركة إنترنت فلسطينية باسم «بالنت»، ووفرت خدمات الوصول للإنترنت والاستضافة، وعملت في عموم مناطق فلسطين، سواء المحتلة عام 1948 أو 1967.
في عام 2003، تأسست الهيئة الوطنية الفلسطينية لمسميات الإنترنت، بهدف «تجسيد الحضور الفلسطيني على شبكة الانترنت من خلال  صياغة سياسات التسجيل وادارة النطاق الفلسطيني وتعزيز وتشجيع استخدام الانترنت في فلسطين».
في الفترة 2005-2006 قامت مجموعة الاتصالات الفلسطينية، وهي شركة خاصّة، بالإستحواذ على شركات الإنترنت بالنت، بالستاين أونلاين وبي آي إس، محتكرة عمليا لقطاع تزويد الإنترنت في الضفة الغربية وقطاع غزة، وقامت بإنشاء شركة حضارة كشركة من شركات مجموعة الاتصالات الفلسطينية وقائمة على بنيتها التحتية لتزويد الإنترنت عبر شبكة الهاتف.
في عام 2011 تقرر إنشاء نقطة تبادل الإنترنت الفلسطينية بين مزودي الإنترنت "PIX" من قبل جمعية مجتمع الإنترنت الفلسطيني بتشجيع من قطاع تكنولوجيا المعلومات وبالتنسيق مع وزارة الاتصالات وتكنولوجيا المعلومات. وجاء ذلك تزامنا مع انتهاء رخصة المشغل الوحيد للاتصالات آنذاك، مما شكل فرصة لانفتاح السوق لمقدمي خدمات الإنترنت للاتصال بأي شبكة ومزود يرغبون به، بدأ تشغيل نقطة التبادل التي إستضافت بنيتها التحتية جامعة بيرزيت في حزيران 2012.

## حرية الإنترنت
لم يكن هناك قيود على تصفح الفلسطينيين لمحتوى الإنترنت في الضفة الغربية وقطاع غزة، ولكن في عام 2008، قامت السلطة الوطنية بحجب موقع «دنيا الوطن» الإخباري عبر شركة الاتصالات الفلسطينية، وذلك بعد نشر الموقع تقارير عن الفساد المستشري في حاشية الرئيس الفلسطيني محمود عباس وذلك عبر قرار رئاسي من محمود عباس دون سند قانوني، ويعتبر ذلك أول ممارسة حجب، وفي عام 2012 حجبت السلطة مرة أخرى ثمانية مواقع إخبارية عبر شركة الاتصالات الفلسطينية بالتل وتمرير الحزم عبر خدمة وكيلة لتصفية المواقع، ووصفت المواقع المحجوبة بأنها محسوبة على محمد دحلان في خضم تصاعد الانتقادات المتبادلة بينه وبين محمود عباس. وكان المدعي العام قد أصدر أيضا قرارات باعتقال مراسل لصحيفة بتهمة «تشويه وزير الخارجية» ووافق على مذكرتي اعتقال لمدونين إثنين. تعرض القرار للكثير من الانتقادات حتى من داخل الحكومة الفلسطينية ووزارة الاتصالات كما أن قائمة المواقع المحجوبة لم تُنشر ولم تقم شركات تزويد الإنترنت بمشاركتها مع الصحافة.
في عام أكتوبر من عام 2015، تم تشكيل لجنة وزارية لبحث حجب المواقع الإباحية، حذر قانونيون وقتها من «أن تمرير فكرة حجب المواقع الإباحية تستخدم فيما بعد لتمرير سياسات»، وقامت جمعية مجتمع الإنترنت الفلسطيني في يناير 2016 بنشر ورقة موقف يؤيد تصفية الإنترنت لحجب المواقع الإباحية، وجعل إزالة هذا الخيار من حق المستهلكين.
في عام 2017، اُصدر قرار جديد لم يُنشر بالحجب على مجموعة من المواقع أشير إنها مقربة من محمد دحلان أو حركة حماس، ومرر القرار إلى شركات تزويد الخدمات مباشرة. اعتبر القرار انتهاكا دستوريا وتعديا على حرية التعبير والوصول إلى المعلومة من قبل المؤسسات الحقوقية. أُتبع القرار بعدها وبعد انتقادات واسعة بـ«قانون الجريمة الإلكترونية» أصدره رئيس السلطة محمود عباس «كقرار بقانون»، حمل رقم 16 لسنة 2017، الذي منح صلاحيات واسعة للأجهزة الأمنية للتدخل في ومراقبة ووقف مستخدمي الإنترنت بناء على تعريفات فضفاضة. واجه القرار أيضا انتقادات حقوقية وصحفية تداعت إلى إستدعاءات بعثت بها الأجهزة الإستخباراتية الفلسطينية لصحفيين ومواطنين. ودوليا، أرسل المقرر الخاص  في الأمم المتحدة المعني بتعزيز وحماية الحق في حرية الرأي والتعبير، ديفيد كاي خطابا إلى الحكومة الفلسطينية عبر فيه عن قلقه من السرية الكاملة التي احيطت بإقرار القانون الجديد، وعدم عرضه على النقاش المجتمعي، واحتواءه على بنود فضفاضة وعقوبات «بالغة القسوة» تجرم الحرية المشروعة للتعبير عن الرأي، وتنتهك الحق في الخصوصية، وتزامنه مع حجب ما لا يقل عن ثلاثين موقعاً إلكترونياً؛ بما فيها مواقع تنشر أخبار أو آراء تنتقد أداء دولة فلسطين، وخشيته من توظيفه في ظل غياب قانون «حق الوصول إلى المعلومات» لحجب المواقع الإلكترونية، واستخدام بنوده للقبض على المنتقدين بتهم من قبيل «الإساءة إلى الرئيس» لمأسسة الانتهاكات التي تمس الحقوق الأساسية للإنسان وتهديد لقدرة المبلغين عن جرائم الفساد والصحفيين -لا سيما الأستقصائيين- على أداء مهامهم بحرية، مشيرا إلى أن «دولة فلسطين» قد انضمت إلى العهد الدولي الخاص بالحقوق المدنية والسياسية في 2014 وتعارض القانون مع ذلك العهد.

## المستخدمون
بلغ عدد مستخدمي الإنترنت في الربع الثالث من عام 2014 أكثر من 230 ألف مشترك ADSL